# WTA Salt Lake City
Das WTA Salt Lake City (offiziell: Virginia Slims of Utah) ist ein ehemaliges Damen-Tennisturnier der WTA Tour, das in Salt Lake City ausgetragen wurde.

## Siegerliste

### Einzel
| Jahr | Siegerin        | Finalgegnerin       | Ergebnis      |
| ---- | --------------- | ------------------- | ------------- |
| 1980 | Virginia Ruzici | Ivanna Madruga      | 6:1, 6:3      |
| 1983 | Yvonne Vermaak  | Felicia Raschiatore | 6:2, 0:6, 7:5 |
| 1984 | Yvonne Vermaak  | Terry Holladay      | 6:1, 6:2      |
| 1985 | Stephanie Rehe  | Camille Benjamin    | 6:2, 6:4      |

### Doppel
| Jahr | Siegerinnen                             | Finalgegnerinnen               | Ergebnis      |
| ---- | --------------------------------------- | ------------------------------ | ------------- |
| 1980 | Virginia Ruzici Pam Teeguarden          | Barbara Jordan JoAnne Russell  | 6:4, 7:5      |
| 1983 | Cláudia Monteiro Yvonne Vermaak         | Amanda Brown Brenda Remilton   | 6:1, 3:6, 6:4 |
| 1984 | Anne Minter Elizabeth Minter            | Heather Crowe Robin White      | 6:1, 6:2      |
| 1985 | Swetlana Tschernewa Laryssa Sawtschenko | Rosalyn Fairbank Beverly Mould | 7:5, 6:2      |